# ليف دافيدسن
ليف دافيدسن (بالدنماركية: Leif Davidsen)‏ هو صحفي وكاتب دنماركي، ولد في 25 يوليو 1950 في Otterup ‏ في الدنمارك.

## وصلات خارجية
- ليف دافيدسن على موقع IMDb (الإنجليزية)
- ليف دافيدسن على موقع ميوزك برينز (الإنجليزية)